# Jenny Hladíková
Jenny Hladíková, rozená Hršelová (9. června 1930, Kolín – 25. července 2022, Praha), byla česká výtvarnice, grafička a autorka tapiserií.

## Život
V letech 1941–1948 navštěvovala reálné gymnasium v Kolíně (prof. kreslení Bohuslav Kutil). Po přestěhování do Prahy maturovala v roce 1949 na reálném gymnasiu Jana Masaryka v Praze.
V letech 1949–1954 studovala na Vysoké škole uměleckoprůmyslové v Praze v ateliéru monumentální malby a textilu prof. Aloise Fišárka. V roce 1955 se provdala za svého spolužáka, výtvarníka Jana Hladíka.
Koncem padesátých let získali Hladíkovi hlubotiskový lis a Jenny Hladíková začala tvořit vlastní grafické listy, které pak Jan Hladík tiskl. Manželé vybudovali společný ateliér v Praze-Podolí, kde Jan Hladík postavil originálně konstruované vertikální stavy pro tkaní tapiserií a Jenny byla zprvu odborným poradcem a později spolupracovníkem na rozměrném díle Modrá zahrada (190 × 430 cm, Parkhotel (Mama Shelter) Praha).
Svou první tapiserii vystavila Jenny Hladíková roku 1966 na přehlídce Československé tapiserie v Jízdárně Pražského hradu při příležitosti zasedání mezinárodního kongresu kritiků AICA a jeden z jejích dalších gobelínů byl vybrán následujícího roku na 3. Mezinárodní bienále tapiserie v Lausanne, kde vystavovala znovu roku 1969. První autorskou výstavu měla roku 1969 v Galerii na Karlově náměstí, kterou vedla Ludmila Vachtová. O významu československé autorské tvorby mělo vypovídat i připravované Mezinárodní kolokvium o soudobé tapisérii s přislíbenou účastí asi 50 výtvarných umělců a teoretiků z 11 zemí, které mělo probíhat v srpnových dnech roku 1968 v Praze. Vzhledem k okupaci Československa vojsky Varšavského paktu se však již nekonalo.
Roku 1977 obdržela Prix de Mecénes za gobelín Gesto zeleně na mezinárodní výstavě La Vigne, le Vin, le Sacré ve Vevey. Roku 1979 se stala zakládající členkou Association Pierre Pauli v Lausanne. Od roku 1993 byla členkou výtvarného odboru Umělecké besedy. Roku 1999 měla velkou retrospektivní výstavu tapiserií a grafiky ve výstavní síni Mánes.
Jenny Hladíková žila a pracovala v Praze, kde také 25. července 2022 zemřela.

### Ocenění
- 1977 Cena mecenášů (Prix de Mecénes) na výstavě ve Vevey za tapiserii „Gesto zeleně“[2]

## Dílo

### Grafika a malba
Na počátku 60. let se Jenny Hladíková věnovala vícebarevnému linorytu (Park, 1963) a vytvořila sérii barevných monotypů. Tiskové matrice komponovala z vystřižených a barvených kousků voskovaného papíru papíru a tkanin sestavených jako abstraktní kompozice na podkladu pokrytém základní barvou. Výtvarného účinku dosahuje kombinací a vrstvením nepravidelných tvarů a tlumenými barevnými tóny s občasným výrazným barevným akcentem. Jednotlivé listy nejsou pojmenovány a interpretace díla je ponechána divákovi (Bez názvu, 1963–65). Monotypy byly předlohou pro první tapiserie (Čtyři příběhy, 1967). Kromě toho vznikaly grafické studie struktur formou suché jehly nebo leptu.

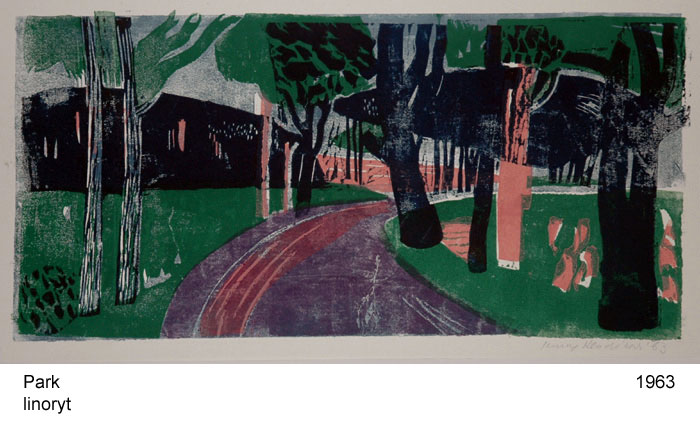
Park (linoryt), 1963
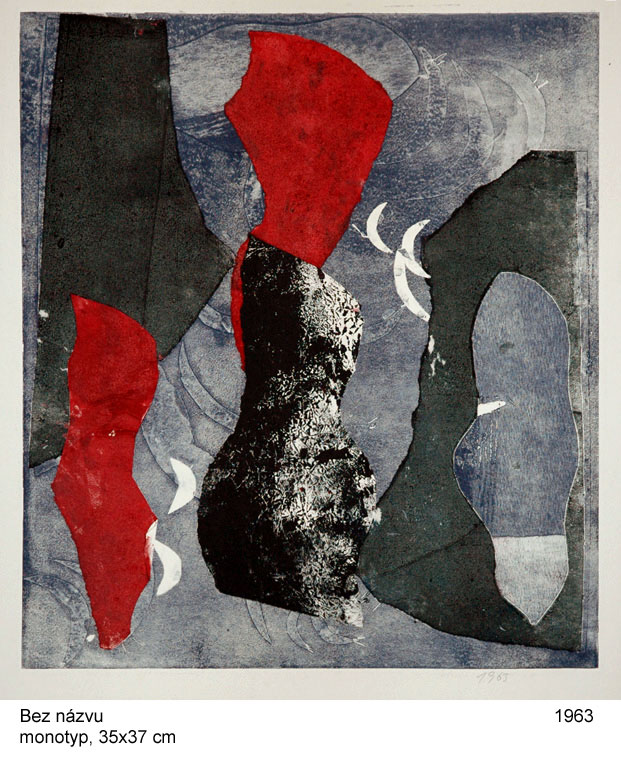
Bez názvu (monotyp) 35 × 37 cm, 1963
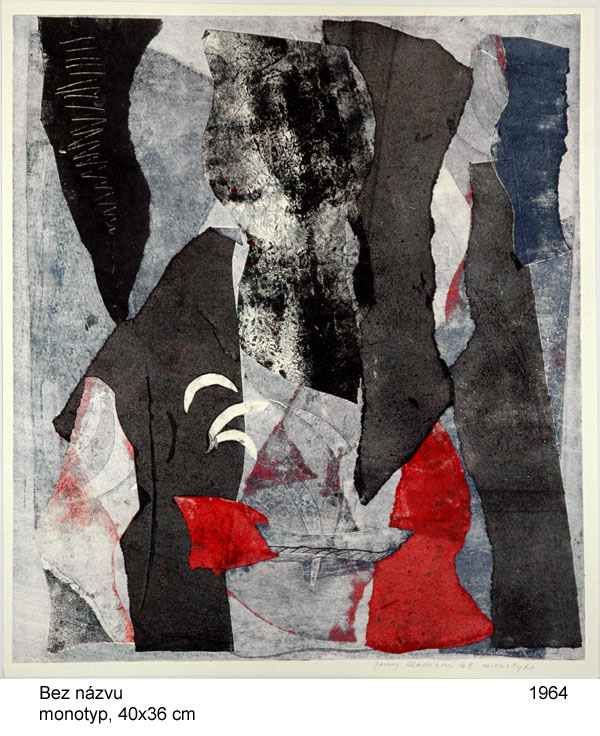
Bez názvu (monotyp) 40 × 36 cm, 1964
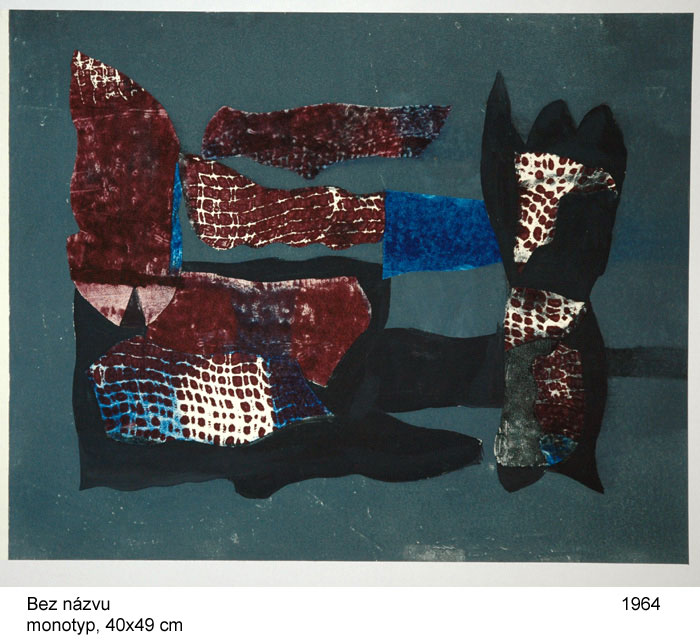
Bez názvu (monotyp) 40 × 49 cm, 1964
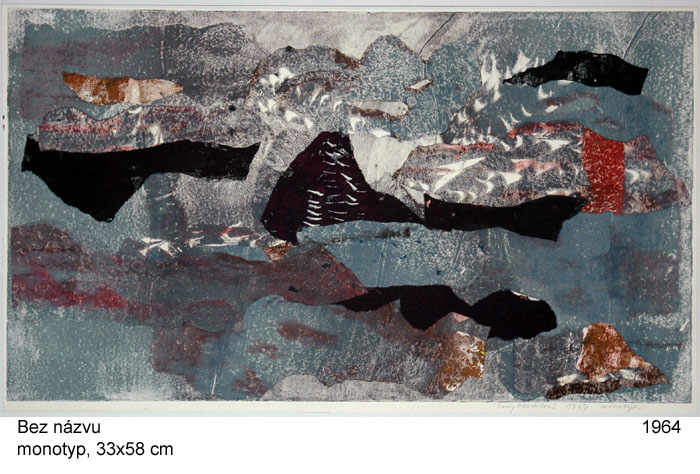
Bez názvu II (monotyp) 33 × 58 cm, 1964

Ve druhé polovině 60. let vznikla série černobílých abstraktních strukturálních grafik z útržků tkaniny, papíru a odstřižků bavlněného kordonetu. Uspořádání jednotlivých složek někdy vytváří lineární kresbu (Šňůrky, 1966), většinou však nesleduje žádný předem určený řád a pracuje i s prvkem náhody. Směřování linií v měkkých křivkách a jejich lokální zhuštění navozuje dojem pohybu (Růst, 1967, Proudění, 1968), jindy autorka využívá hrubé struktury tkaniny jako nepravidelného rastru, znázorňujícího živou tkáň (Setkání tkání, 1967, Dvě tkáně, 1972). V názvech dalších abstraktních kompozic odkazuje na přírodní jevy (Tmavá průrva, 1966, Horizontální vrstva, 1980) a živé organismy (Vegetace, 1968, Vegetativní gesto, 1975), jen výjimečně pojmenuje konkrétní symbol (Kříž, 1966, Velké T, 1968, Andělíci, 1970). Jednotlivé takto vytvořené maloformátové tisky se staly předlohou pro tapiserie (Tkáň, strukturální grafika, 1967, tapiserie, 1968).
Kromě grafiky se autorka po roce 2000 věnuje také akvarelu a kombinaci akvarelu s kresbou. Námětem těchto prací jsou přírodní struktury a abstraktní krajiny.

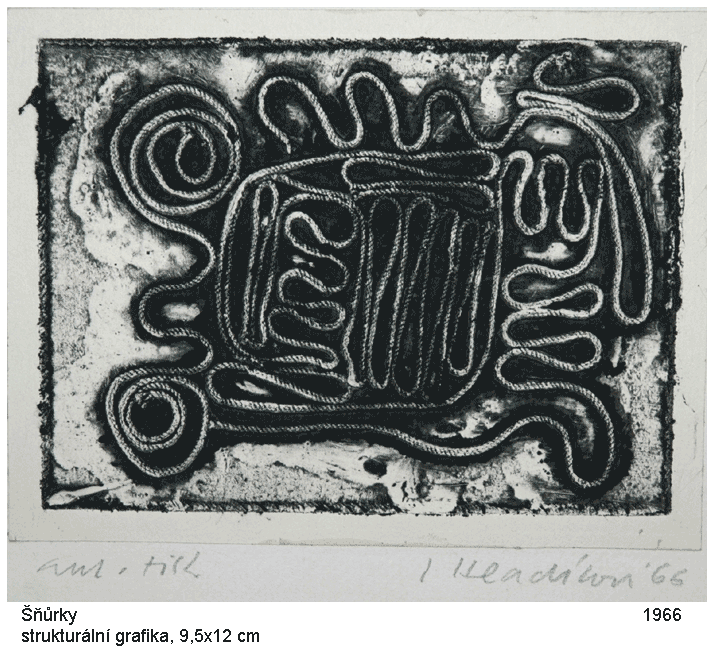
Šňůrky (strukturální grafika), 9,5 × 12 cm, 1966
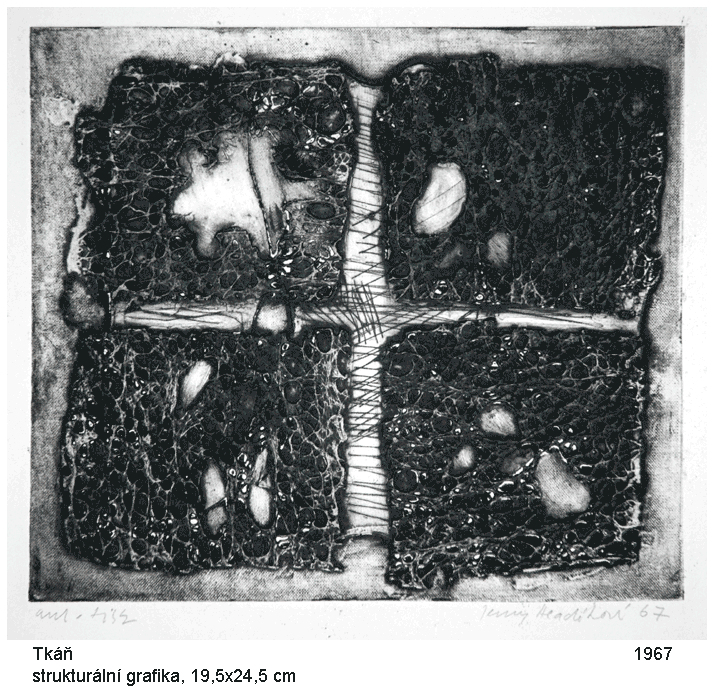
Tkáň (strukturální grafika), 19,5 × 24,5 cm, 1967
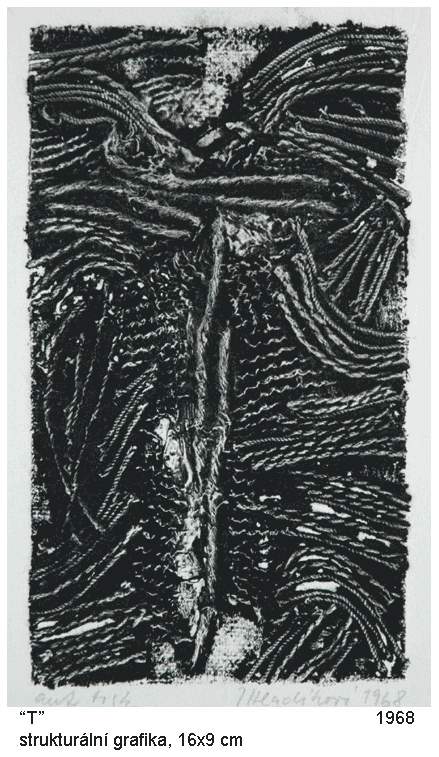
„T“ (strukturální grafika), 16 × 9 cm, 1968
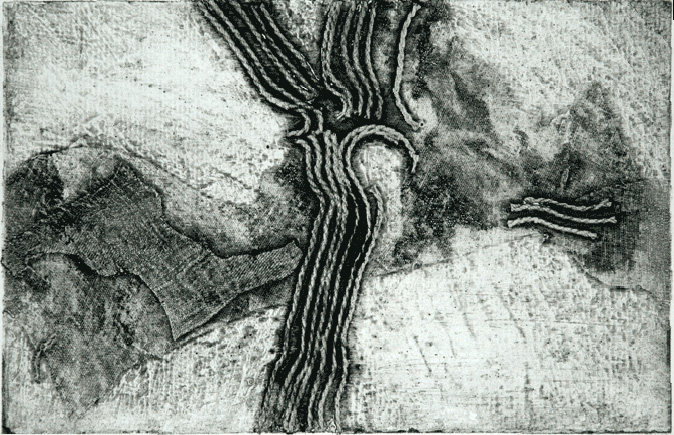
Větvoví (strukturální grafika), 15,5 × 24 cm, 1972
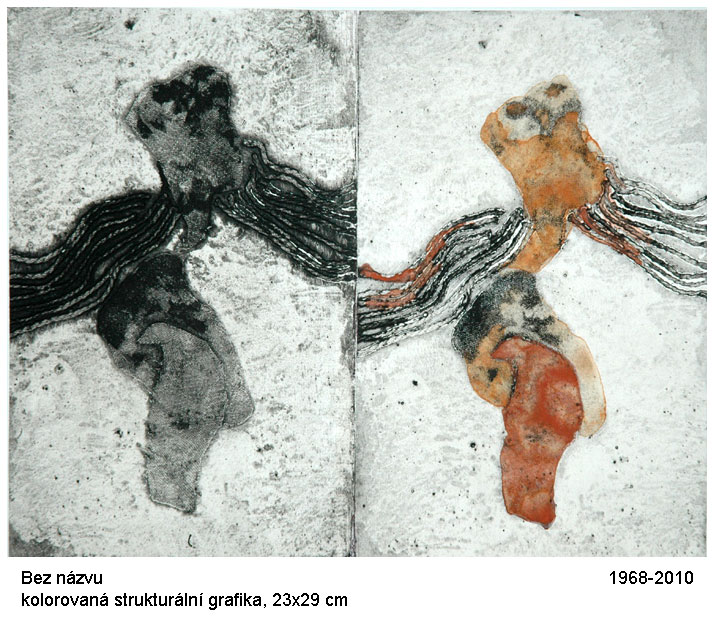
Bez názvu, kolorovaná strukturální grafika, 23 × 29 cm, 1968–2010

### Tapiserie
Jenny Hladíková je autorkou desítek rozměrných tapiserií podle vlastních námětů, zprvu abstraktních, později tapiserií inspirovaných výseky krajin a přírodními procesy, proměnami světel a barev. Patří k předním protagonistům autorsky tkaných tapiserií, které se poprvé objevily na výstavách vedle tradičních dílenských gobelínů v šedesátých letech 20. století a znamenaly převrat v pojetí tohoto oboru textilního výtvarnictví.
První gobelínové studie utkala již během studií, ale pak se soustavně věnovala grafice a znovu se k nim vrátila až roku 1965, kdy Janu Hladíkovi pomáhala při tvorbě monumentální tapiserie Modrá zahrada (1965), utkané technikou útkového rypsu.
V letech 1966–68 utkala pět vlastních autorských tapiserií, z nichž čtvrtá byla vybrána na prestižní mezinárodní přehlídku v Lausanne roku 1967. Jenny Hladíková už v 60. letech patřila k nejprogresivnějším tvůrcům, kteří sice neopustili tradiční pravoúhlý formát, ale využívá ho s osobitou invencí. Její díla představují podobenství o čase, změně i růstu, vyjadřují dynamiku pohybu a vyrůstají z vlastního procesu textilní práce autorky. V kontrastu k nim pak výrazně působí klidná plocha „pozadí“ utkaná klasickou vazbou. K pracím tohoto typu patří tapisérie Proudění (1970).
V 60. letech převáděla Jenny Hladíková do tapiserií některé své monotypy a strukturální grafiky. V několika využívá kompozic skládaných plošných tvarů s nepravidelným obrysem a vetkáváním různobarevné příze navozuje plastičnost, narušuje lineární obrys (Čtyři příběhy (1967) nebo akcentuje určitý prvek (Tkáň, 1968). Strukturální systém má v kompozici dominantní úlohu, kde hutné provazce struktur vzniklé technikou omotávání vytvářejí na ploše tapisérie reliéfní povrch. Struktura pro ni měla i výrazný emocionální význam a také světelnou hodnotu.
Některé tapisérie podle návrhu manželů Hladíkových tkaly dílny podniku Umělecká řemesla Praha, v tom případě je vpravo dole vetkaná signatura JJ Hladík a vlevo dole emblém UŘ v lipovém listu.
Po roce 1968 vytváří novou techniku tkaní s vlněnou přízí o různé síle a ponechává v útku volná vlákna, která pak přetahuje na lícové straně přes utkaný základ. To jí umožňuje vytvářet mnohem dynamičtější reliéfní kompozici a vyhovuje jejímu záměru zachytit pohyb. Výraznou dynamickou tapisérií Proudění z roku 1970 předjímala Jenny Hladíková svou další tvorbu reflektující inspiraci přírodou a jejími jevy, jako Střetnutí tkaniva (1972) nebo barevně i strukturálně výrazné Místo střetu (1978).
Autorka se již nedrží grafické předlohy a volně znázorňuje drama přírodních dějů v monumentálních kompozicích (Gesto zeleně, 270 × 160 cm, 1976, Paměť vřesu, 109 × 200 cm, 1977).
V této době již v technice tkaní dosáhla suverenity, která jí dovolila zachytit optické jevy jako je odraz skalních útvarů na hladině vody (Lom, 172 × 290 cm, 1977). Sérii tapisérií volně inspirovaných pohybem, živly a přírodními úkazy ukončuje Barokní princip (300 × 180 cm, 1980, UPM).
Od konce 70. let se Jenny Hladíková vrací ke klasickému způsobu tkaní a ve větší míře využívá jako předlohu konkrétní krajiny (Strom, 1978). Soustřeďuje se na zachycení nálady, hry světel a stínů, prostorovou hloubku. Častým námětem je hladina a vlnění vody (Opatovický rybník, 1981, Listopadání, 1992). Zdánlivě jednoduchá předloha, jako je schodiště, v jejím zpracování nabízí rafinovaný posun perspektivy v pravoúhlém rámu osnovy spolu s dokonalou impresionistickou iluzi živých světelných skvrn a stínů (Schody, 1984). Jestliže je námětem hra světel a imprese, přechází volně k abstrakci (Noc-stopy světla, 1987), jindy dramatickým zobrazením perspektivy (Cestou z Křivoklátu, 1996) a prostorové hloubky postihuje velebnost přírodních scenérií (Jarní hory, 1998).
Pro své realizace v architektuře spolupracovala s architekty, například s projektantem divadla v Mostě Ivo Klimešem. Jenny Hladíková se nevyhýbala ani technikám netkané tapisérie Art protis.

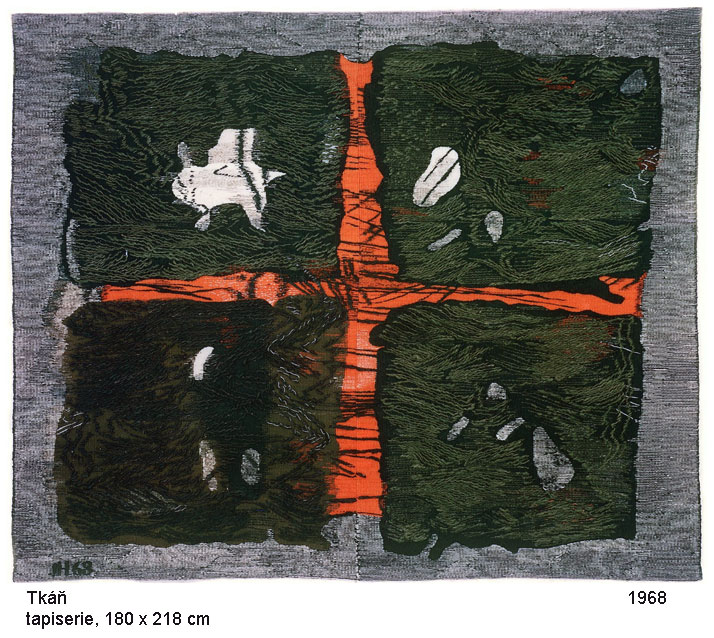
Tkáň, autorská, ručně tkaná tapiserie 180 × 218 cm, 1968
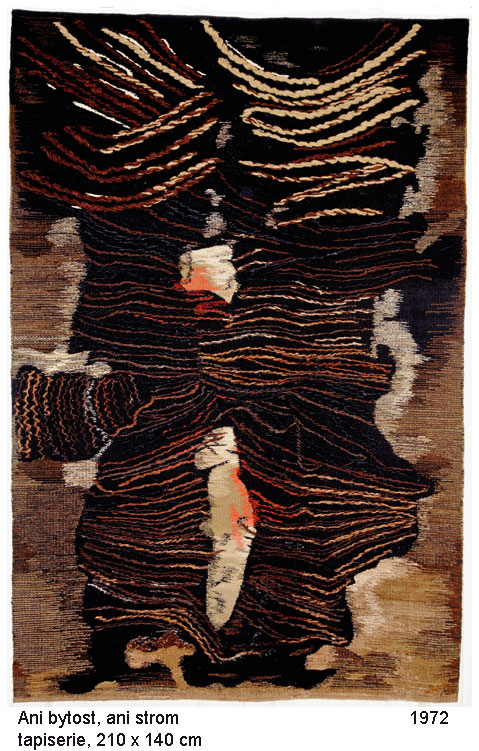
Ani bytost, ani strom, autorská, ručně tkaná tapiserie 210 × 140 cm, 1972
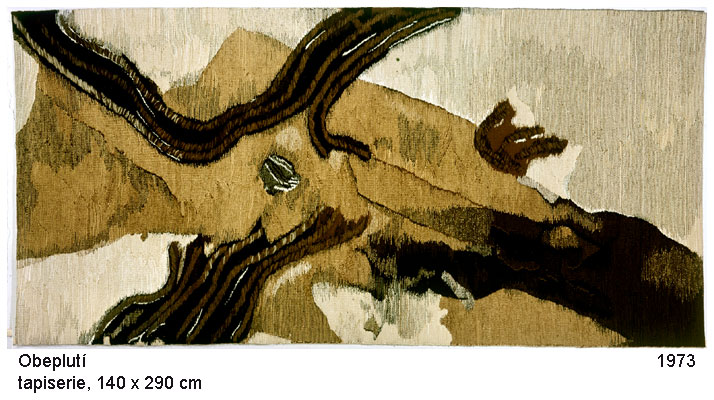
Obeplutí, autorská, ručně tkaná tapiserie 140 × 290 cm, 1973
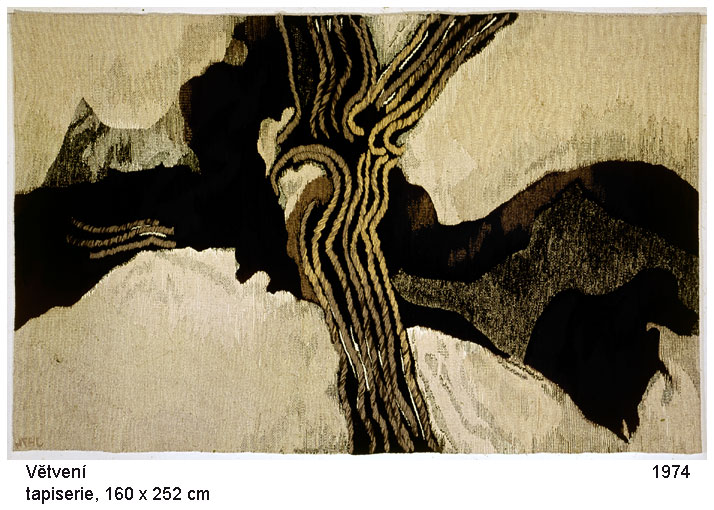
Větvení, autorská, ručně tkaná tapiserie160 × 252 cm, 1974
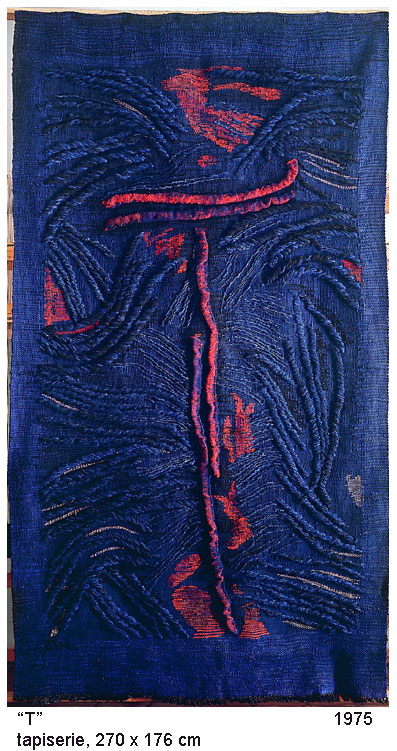
„T“, autorská, ručně tkaná tapiserie 270 × 176 cm, 1975
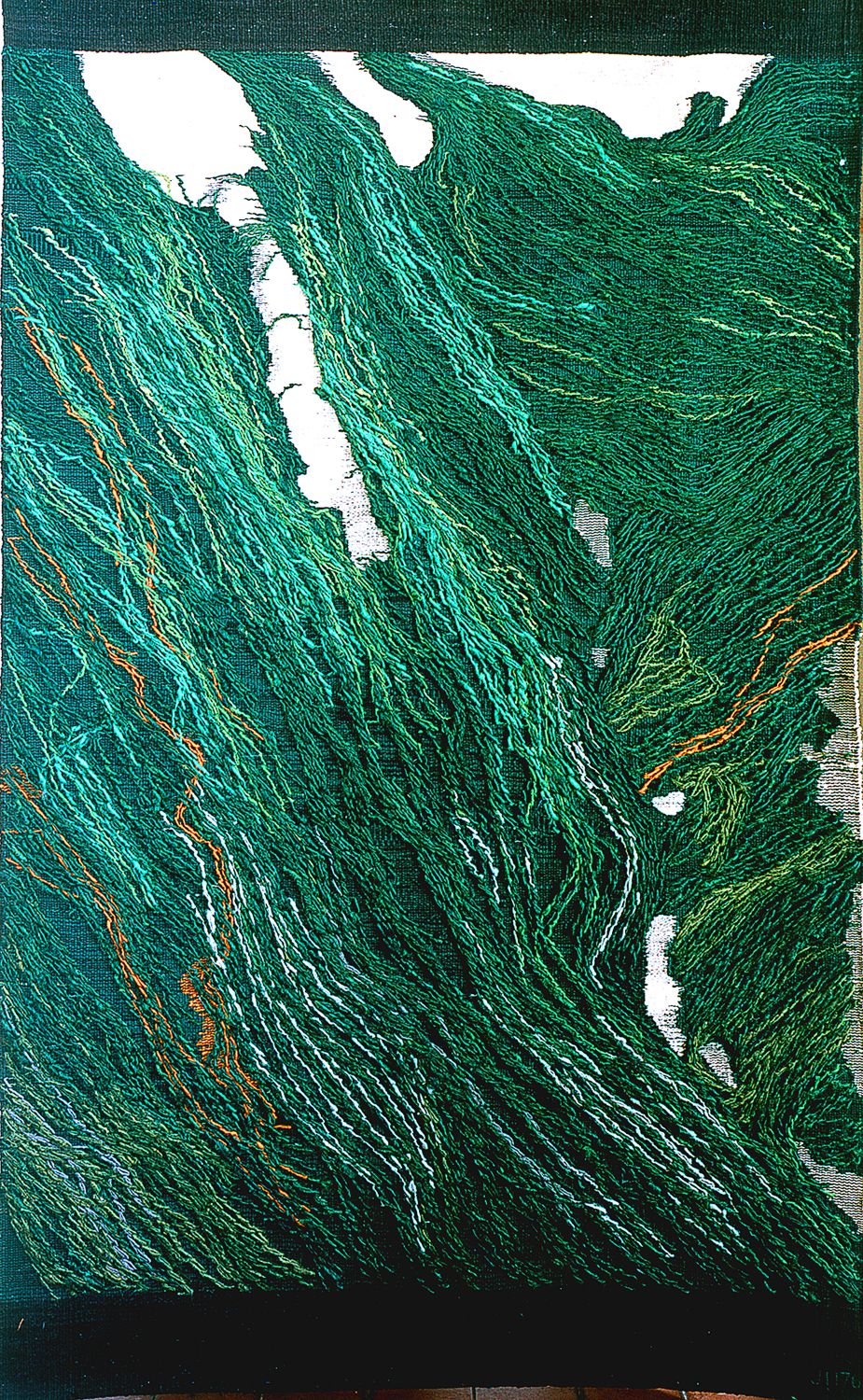
Gesto zeleně, autorská, ručně tkaná tapiserie 270 × 140 cm, 1976
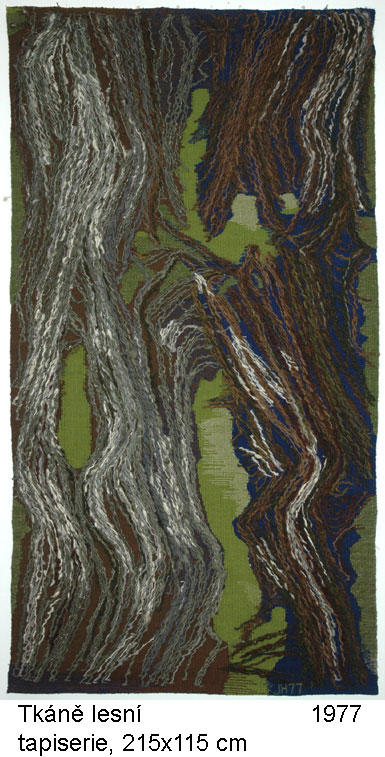
Tkáně lesní, autorská, ručně tkaná tapiserie 215 × 115 cm, 1977
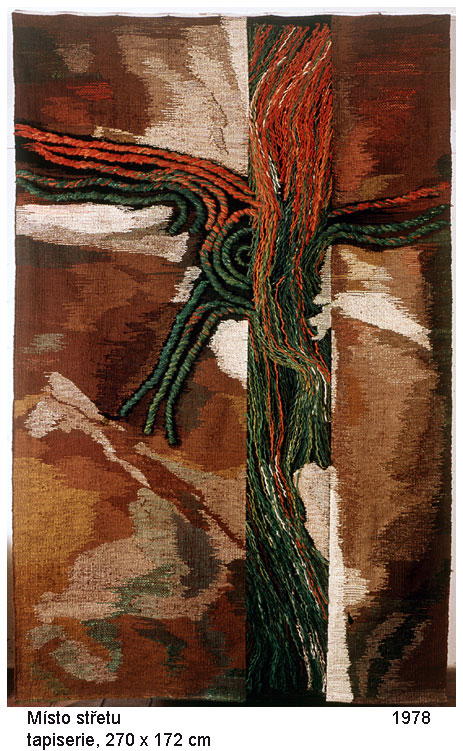
Místo střetu, autorská, ručně tkaná tapiserie 270 × 172 cm, 1978
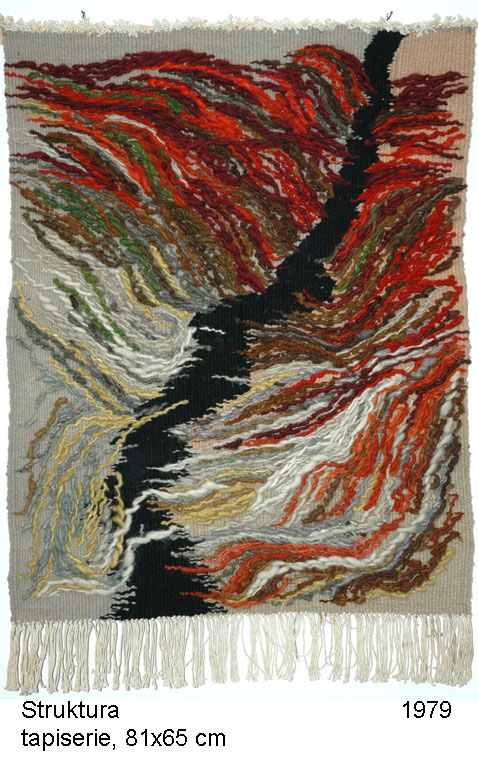
Struktura, autorská, ručně tkaná tapiserie 81 × 65 cm, 1979
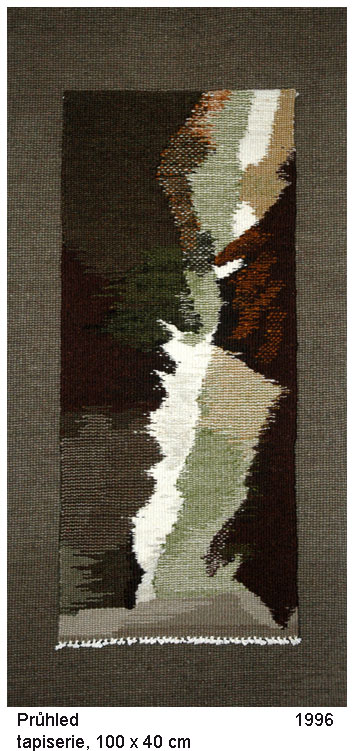
Průhled, autorská, ručně tkaná tapiserie 100 × 40 cm, 1996

### Tapiserie ve veřejných sbírkách
- Uměleckoprůmyslové museum v Praze
- Moravská galerie v Brně
- Severočeské muzeum v Liberci
- Slovenská národní galerie v Bratislavě
- Centralne muzeum wlokienictwa, Lodž, Polsko

### Soukromé sbírky
- Anne and Jacques Baruch Gallery, Chicago, Illinois, USA
- Collection des Tapisseries Contemporaines de l'Association Pierre Pauli, Canton de Vaud, Švýcarsko
- Raiffeisenhof (banka), Graz, Rakousko
- Soukromé sbírky Itálie, Švýcarsko, Anglie, Praha

### Realizace ve veřejném prostoru
- Československé aerolinie, Helsinky
- Československý rozhlas
- Ministerstvo zahraničních věcí
- Severočeské ředitelství spojů, Ústí nad Labem
- Městské divadlo, Most: Struktura krajiny
- Hotel Forum, Praha
- Parkhotel (nyní hotel Mama Shelter), Praha
- Komerční banka, Liberec
- Unicoop, Praha

### Samostatné výstavy
- 1969 Galerie na Karlově náměstí, Praha
- 1973 Jindřichův Hradec (zámek) (s Janem Hladíkem), katalog
- 1980 Severočeská galerie výtvarného umění v Litoměřicích
- 1990 Zámek Roztoky u Prahy ( s M. Blabolilovou a D. Vinopalovou)
- 1990 Atrium, Praha (s Janem Hladíkem)
- 1994 Galerie Bonaventura, Praha
- 1994 Zámek Staré hrady u Libáně
- 1997 Konvent kláštera ve Žďáru nad Sázavou (s Janem Hladíkem)
- 1999 Tapiserie – monotypy – grafika (retrospektiva), Mánes, Praha (t. Kybalová L.)
- 2001 Tapiserie, Dům umění v Opavě (s Janem Hladíkem, t. Kybalová L.)
- 2001 Tapiserie - grafika, Galerie Klenová (s Janem Hladíkem, t. Fišer M.)
- 2005 Malá dvorana Veletržního paláce, Národní galerie v Praze, (s Janem Hladíkem, t. Horneková J.)
- 2005 Tapiserie – Cesta – Řeč (tapiserie, kresby, akvarely), Letohrádek Ostrov nad Ohří (t. Čepeláková T.)

### Skupinové výstavy
- 1966 Československá tapiserie 1956–66, Jízdárna Pražského hradu
- 1967 Biennale internationale de la tapiserie, Lausanne
- 1968 Mezinárodní výstava soudobé tapiserie, Praha
- 1969/70 Exposición internacional de experriencias artistico-textiles, Museo Espaňol de Arte Contemporáneo, Madrid + Tinell, Barcelona
- 1971/72 La Tapisserie tchécoslovaque contemporaine, Amiens, Rennes, Macon, Angers, Mulhouse
- 1972 Manufacture Nationale des Gobelins, Paris
- 1971/72 Československá tapiserie 1966–71, Letohrádek královny Anny v Praze, Bratislavský hrad
- 1973 Československé užité umění, Bruggy
- 1975 Tapiserie v architektuře, Dům umění města Brna
- 1976 Focus on Fiber, an International Tapestry Exhibition, Jacques Baruch Gallery, Chicago
- 1977 Exposition Internationale de Tapisserie, La Vigne, le Vin, le Sacré, Musée Jenisch, Vevey (prix de Mécénes)
- 1977/78 Hedendagse Wandtapijten Textielmuseum, Tilburg
- 1978 Tapiseria i staklo u Čehoslovačkoj, Muzej primenjene umetnosti, Beograd, Sarajevo
- 1981 Textilkunst 81, Stadtausstellung, Linz, Künstlerhaus Wien
- 1982 Československá tapiserie 20. století, Klášter Emauzy, Praha
- 1985 100 let UPM, Uměleckoprůmyslové museum v Praze
- 1986 Art Textile Contemporrain - La Collection de l'Assotiation Pierre Pauli, Musée des Arts Décoratifs de la Ville de Lausanne, Maison de la Culture du Plateau-Nord-Royal, Montréal
- 1990 Výstava tapiserií, Sankturinovský dům, Kutná Hora
- 1991 Alternativy české a slovenské tapiserie, Brno
- 1993 2e Triennale internationale de Tournai – Tapisserie et Arts de Tissu de l'Autre Europe, Tournai
- 1994 10 Jahre Textilkunst, Galerie in Fernmeldezentrum, Graz
- 1995 110 let UPM, Uměleckoprůmyslové museum v Praze
- 1993/98 Výroční výstavy Umělecké besedy, Praha
- 2000 Art Textile Contemporrain – La Collection de l'Assotiation Pierre Pauli,Lausanne
- 2001 300 Years of Czech Decorative Art, Takasaki Museum of Art, Japonsko
- 2007 Průzračný svět, Galerie moderního umění Roudnice nad Labem
- 2007 Die Durchsichtige Welt, Landschloss, Pirna Zuschendorf
- 2009 25 Jahre Internationale Textilkunst, Graz